# チャームクォーク
チャームクォーク（英: charm quark、記号:c）は、物質を構成する主要な素粒子の一つで、第二世代のクォークである。

## 概要
チャームクォークは、+2/3e の電荷を持ち、クォークの中で3番目に質量が大きく、約 1.3 GeVである（これは核子の質量の約 1.5 倍である）。
チャームクォークは、1970年にシェルドン・グラショウ、ジョン・イリオポロス、ルチャーノ・マイアーニにより存在が予測された。当時、クォークは、アップクォーク、ダウンクォーク、ストレンジクォークのみが知られていた。予測は複数の事象を統一的に説明できるようにされたのであるが、ごく簡単に言えば、ミューオン、ミューニュートリノ、ストレンジクォークの組みの関係は、電子、電子ニュートリノ、ダウンクォーク、アップクォークの組の最初の3つの粒子と類似性があり、最初の組にも後の組のアップクォークに相当するものがあるのではないかと考えたのである。そこで実際に存在すれば魅力的だと「チャーム」と名付けられた。
この予測は、1974年にサミュエル・ティン率いる米国の ブルックヘブン国立研究所(BNL)のチームとバートン・リヒター率いる スタンフォード線形加速器センター(SLAC)のチームによって、それぞれ独自にチャームクォークと反チャームクォークからなるジェイプサイ中間子(J/ψ)が発見されたことにより確認された。BNL のチームは新しい粒子を J 中間子と命名し、SLAC のチームは ψ 中間子と命名したが、名前を一本化する協議が失敗し、妥協案として J/ψ中間子が採用された。サミュエル・ティンとバートン・リヒターは、ジェイプサイ中間子の発見により1976年のノーベル物理学賞を受賞している。

## チャームクォークを含むハドロン
- D 中間子はチャームクォーク(または反チャームクォーク)とアップクォークもしくはダウンクォークからなっている。
- Ds 中間子はチャームクォークとストレンジクォークからなっている。
- J/ψ中間子のようにチャーム－反チャーム対をもつ中間子はチャーモニウムと呼ばれる。
- チャームをもつバリオンはストレンジネスをもつバリオンにならって命名される。例：Λc粒子